# Parcul Bazilescu
Parcul Bazilescu (fostul parc Nicolae Bălcescu) este un parc aflat în partea de nord vest a Bucureștiului, cartierul Bucureștii Noi, în prezent având o suprafață de 13,5 hectare. În momentul amenajării (1954), parcul se întindea pe o suprafață de 120 de ha. În prezent este înscris în evidențe cu 125.400 m². Terenul pe care a fost construit parcul a fost donat statului român de juristul profesor universitar Nicolae Bazilescu. În 2004 Primăria sectorului 1 a investit peste 1 milion de euro pentru amenajarea parcului. În parc există și câțiva arbori bătrâni, rămășițe ale Codrilor Vlăsiei.
În interiorul parcului se află Teatrul de Vară, proiectat de arhitectul Paul Emil Miclescu, construit în 1953 și inaugurat cu ocazia Festivalului Mondial al Tineretului și Studenților, care avea o capacitate de 2000 de locuri. În prezent teatrul, aflat în administrarea Ministerului Culturii, este într-o stare avansată de degradare.
În parc se află busturile lui N. Basilescu (cum apare în inscripția de pe soclu) și Nicolae Bălcescu, cel din urmă dând pentru o vreme și numele parcului.
În Parcul Bazilescu se găsește și Clubul Copiilor Sector 1 - Bazilescu, unde școlarii pot merge la diferite cercuri educative: muzică, teatru, gimnastică ritmică, limba engleză, educație civică, rugby.

## Teatrul de vară, o ruină (aprilie 2023)

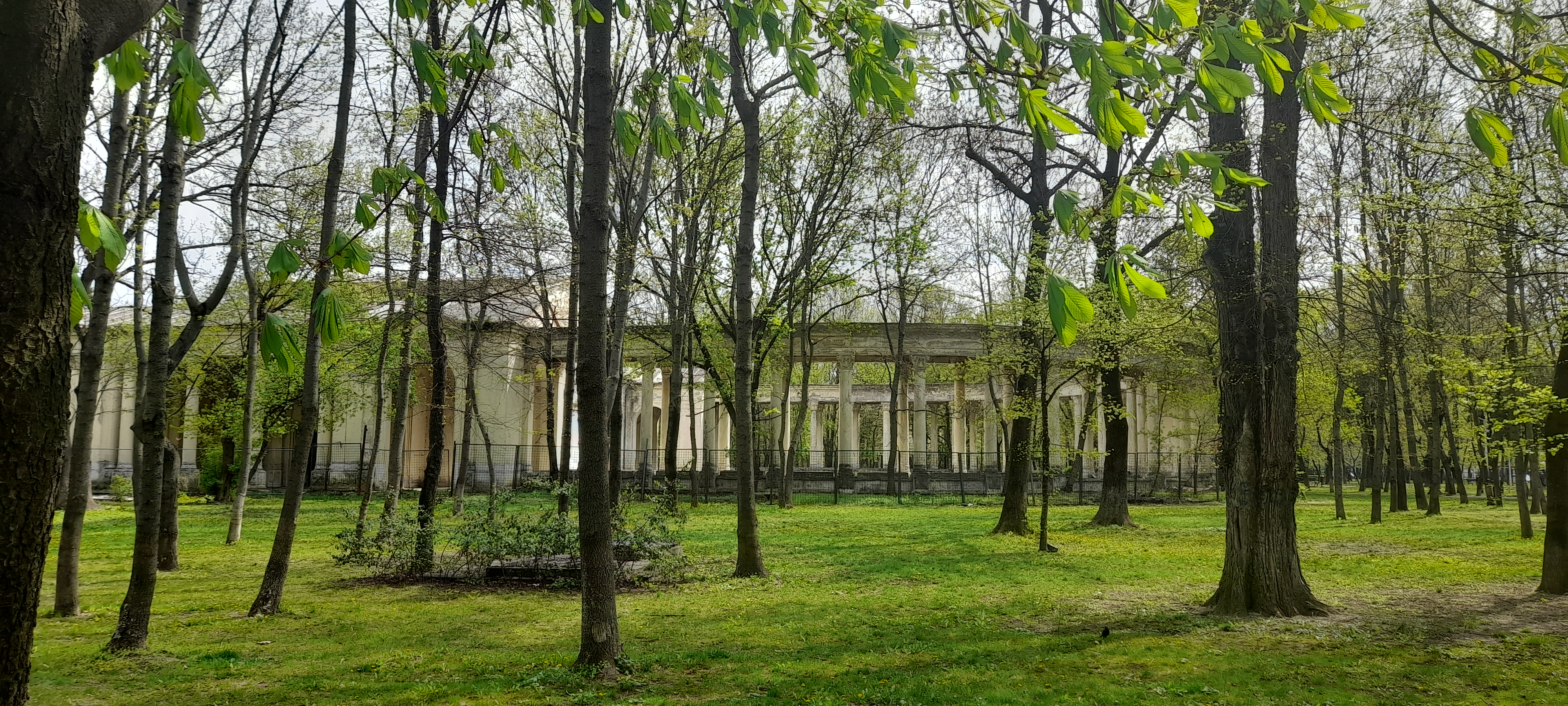
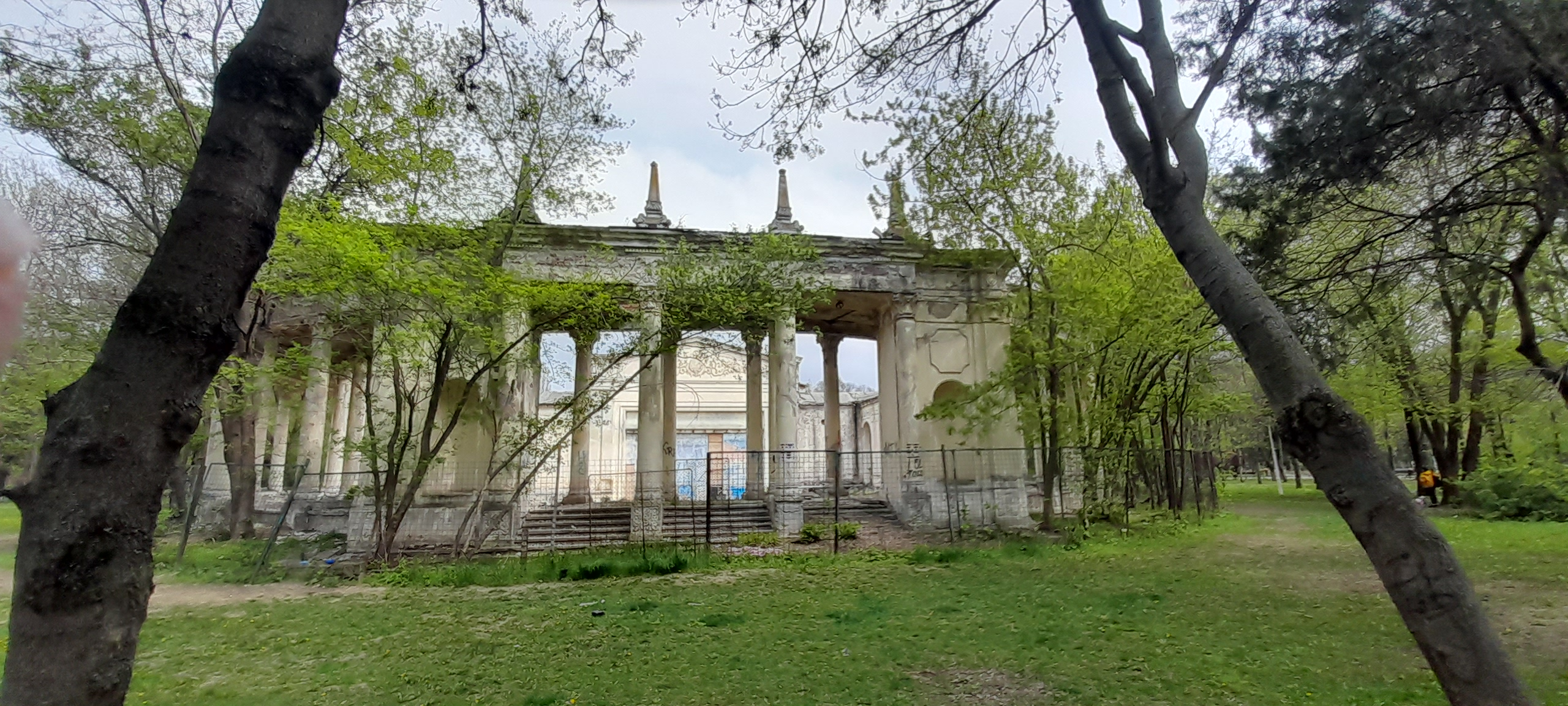
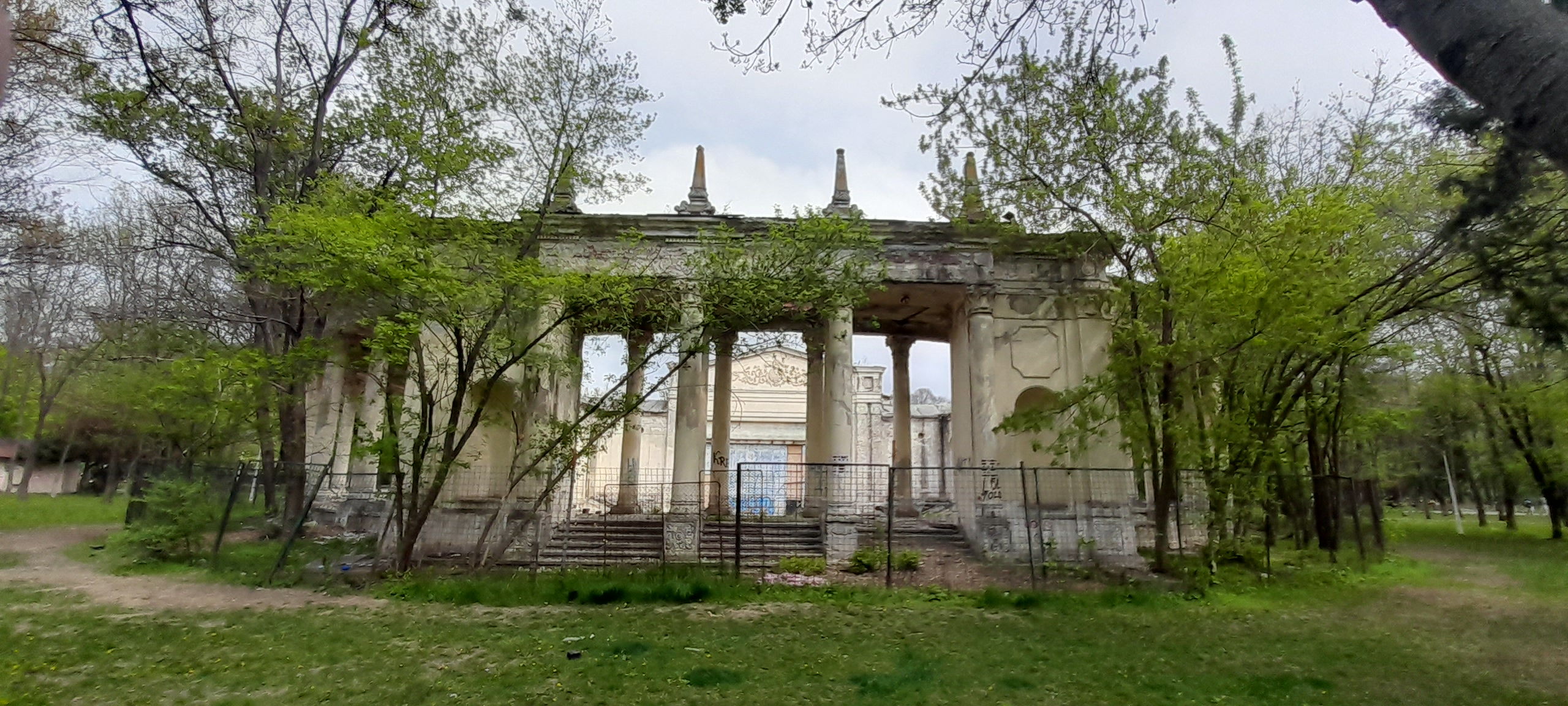
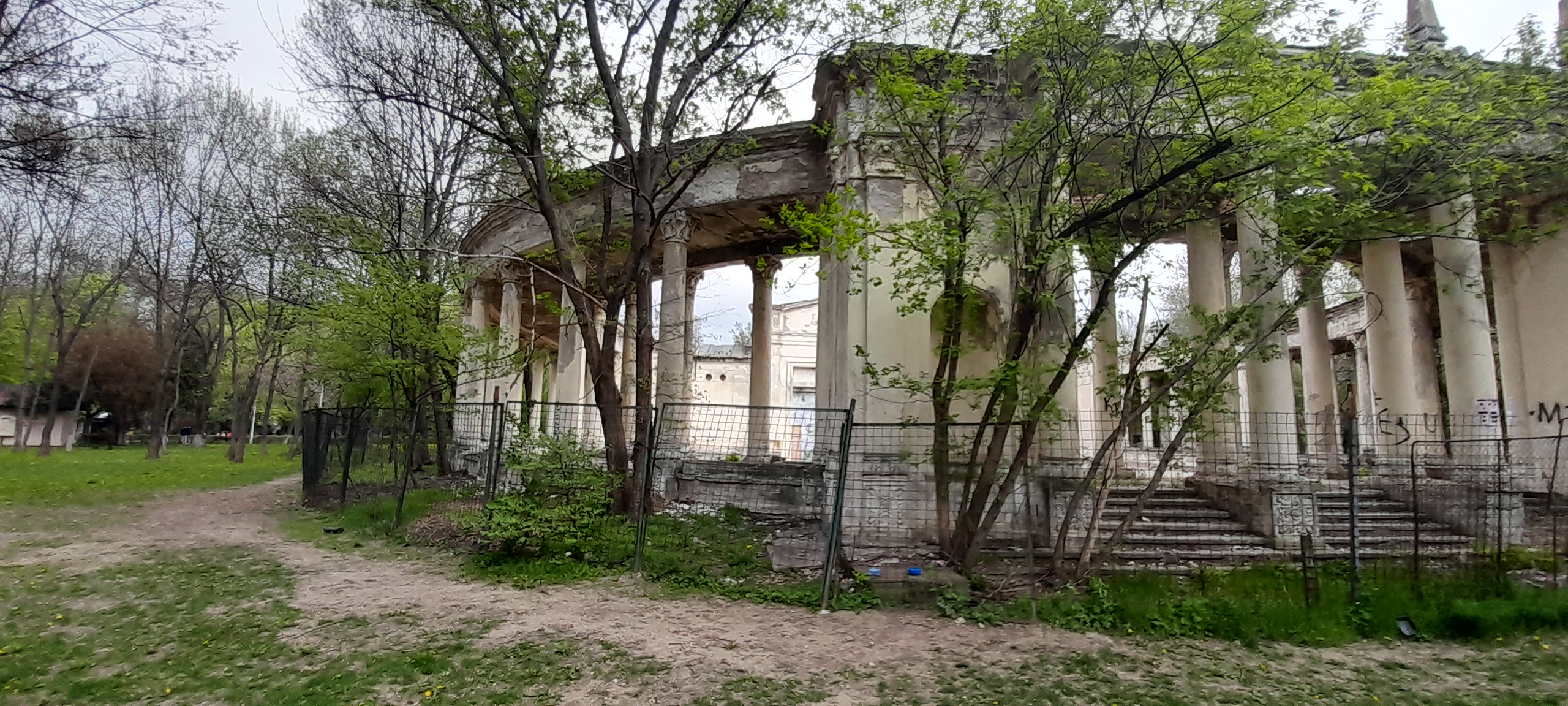
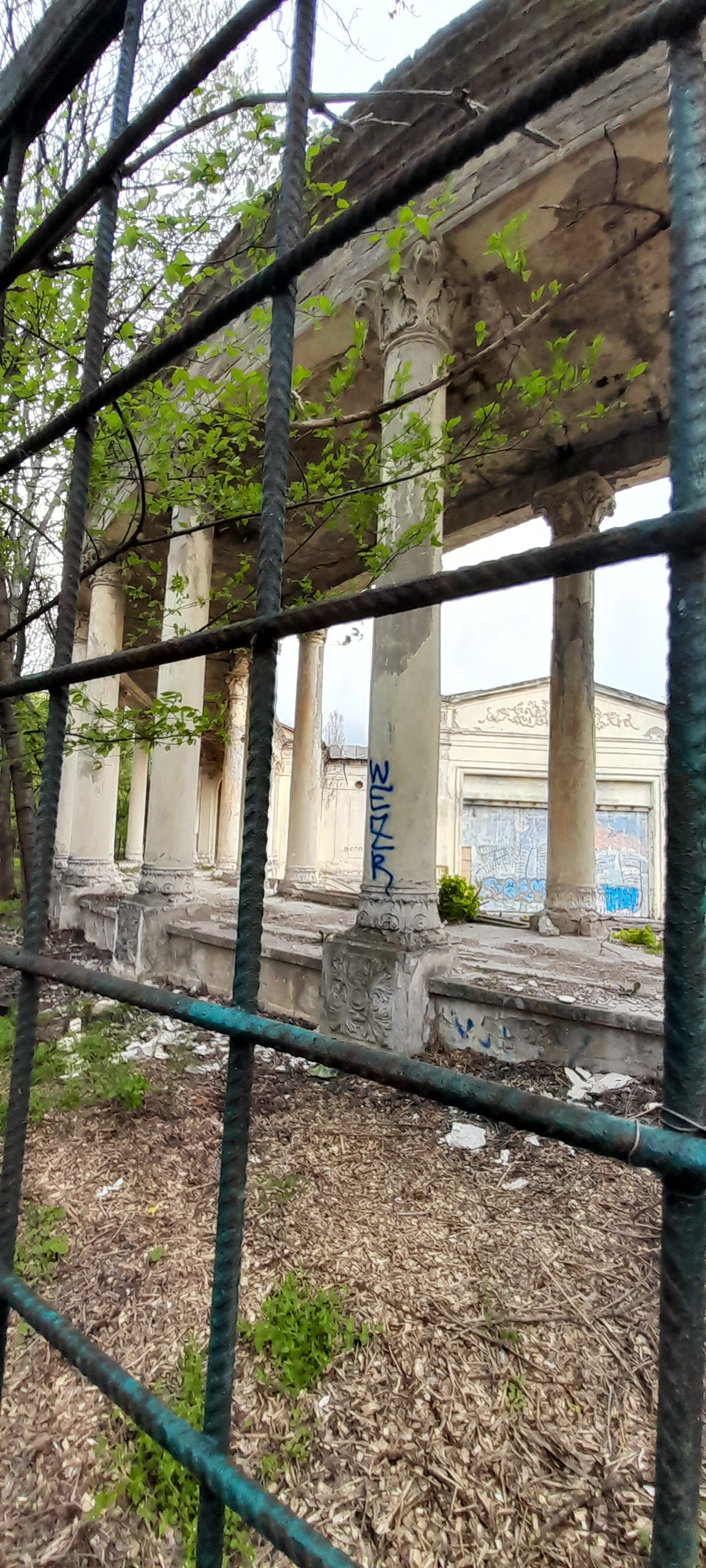
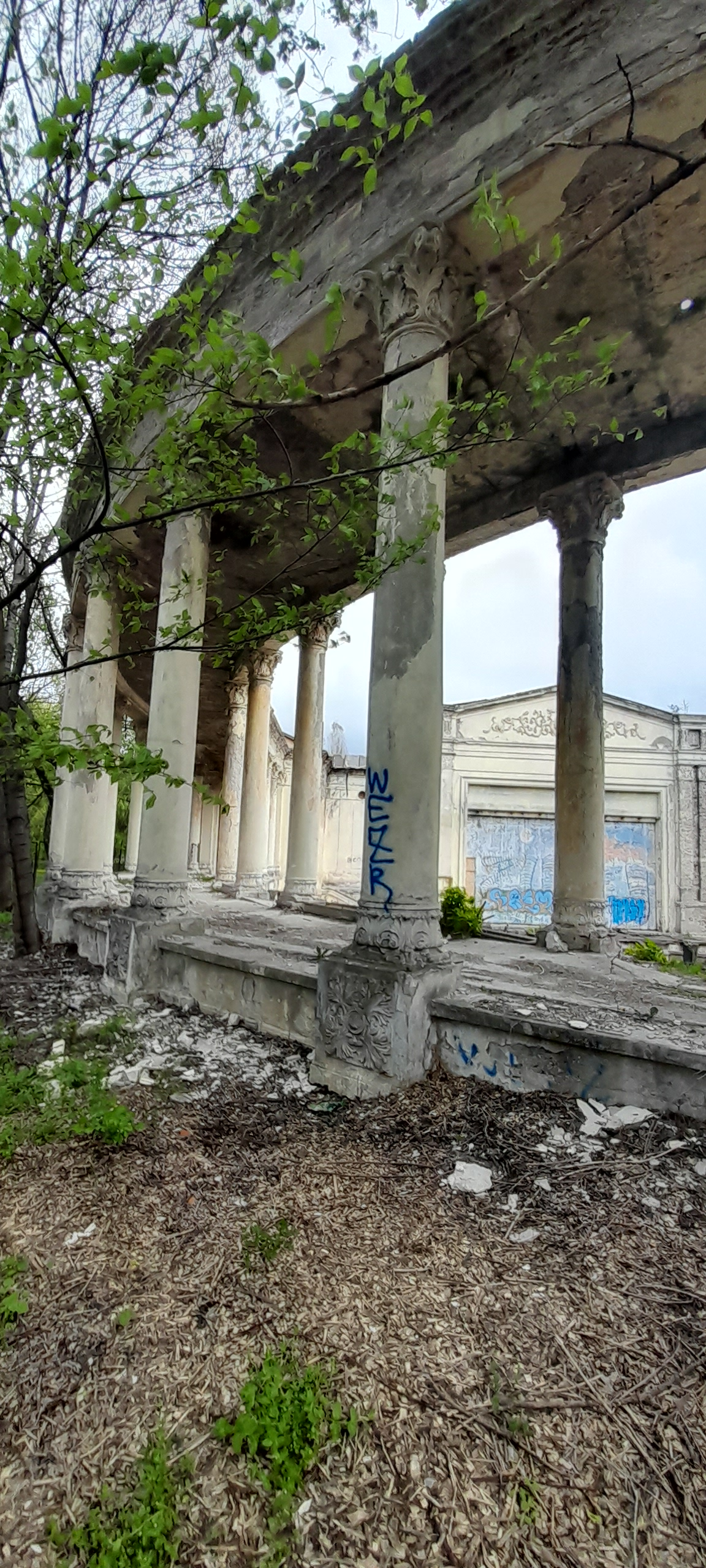
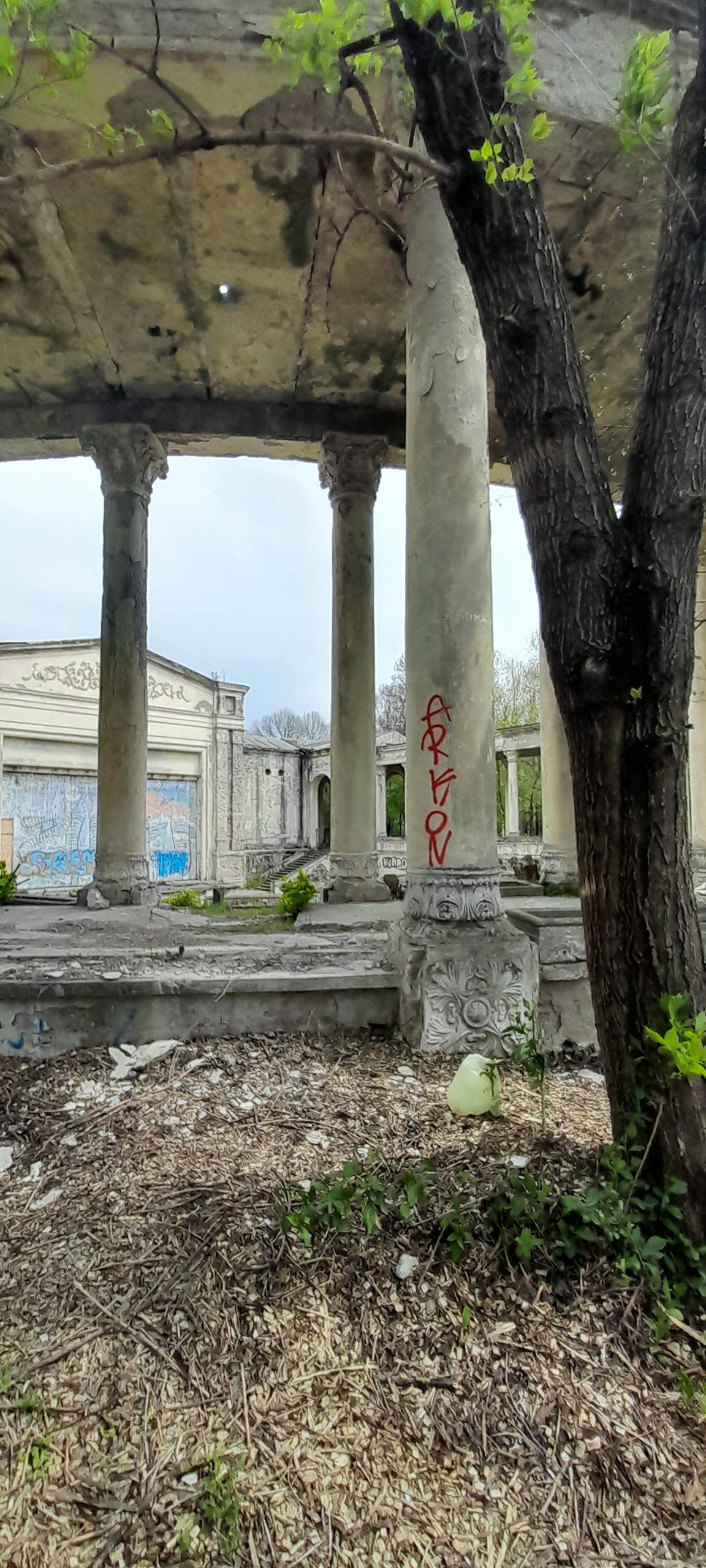
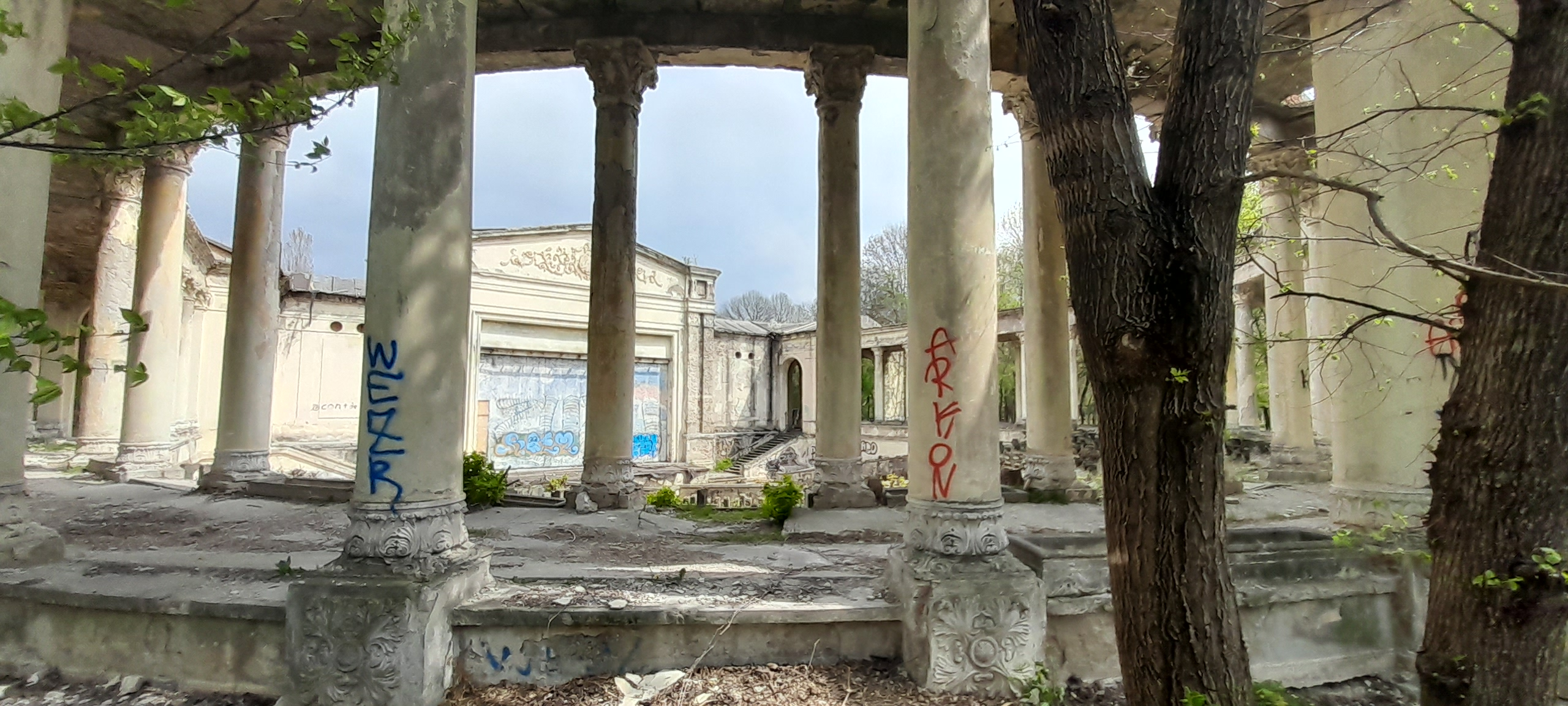
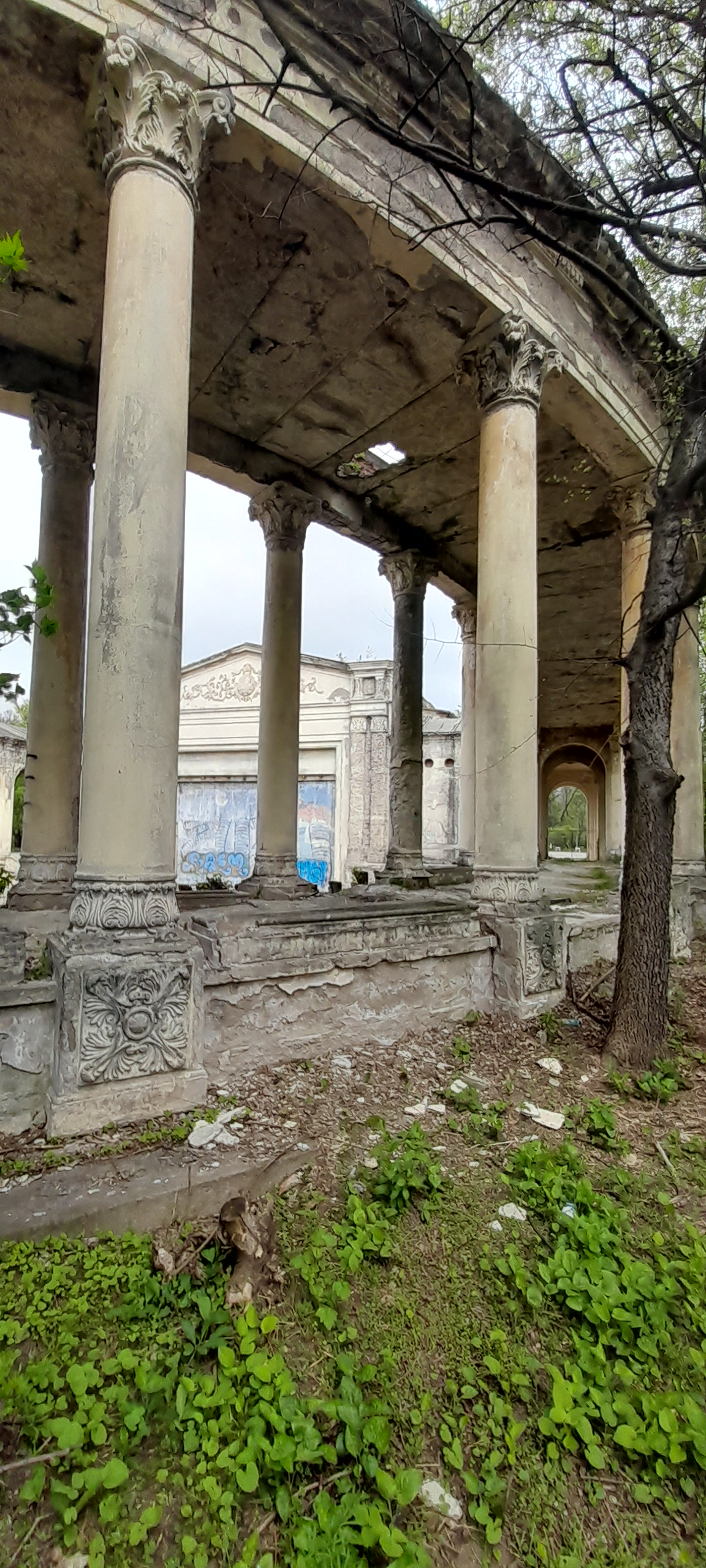
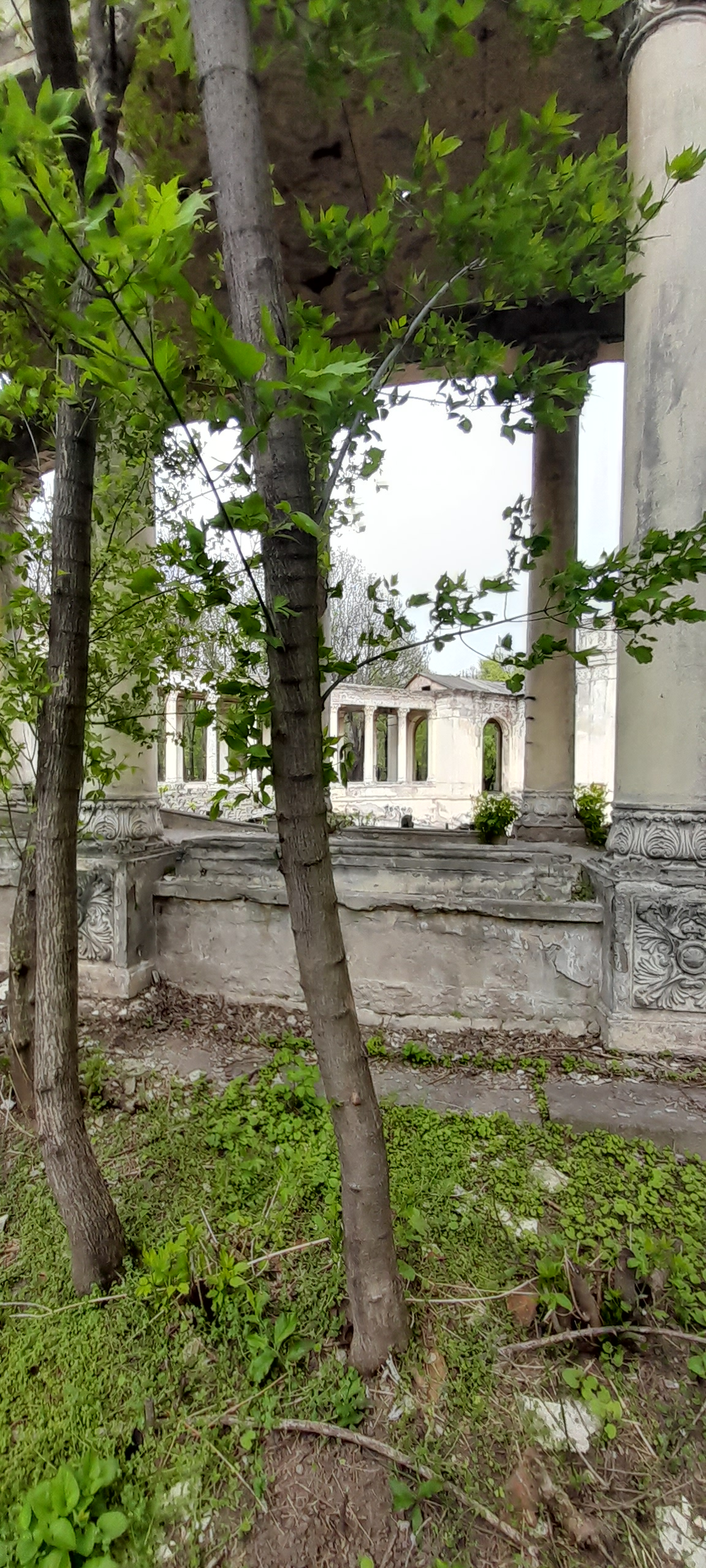
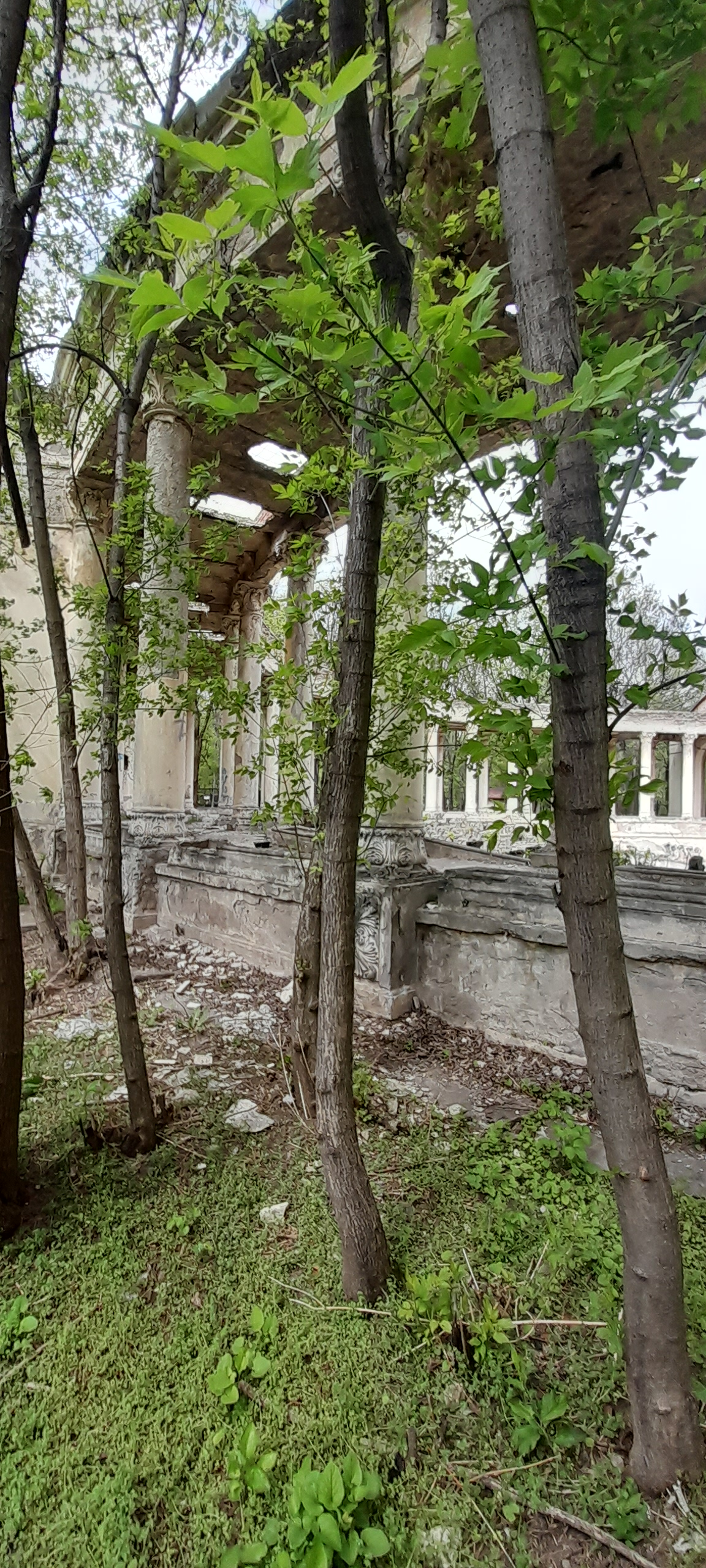
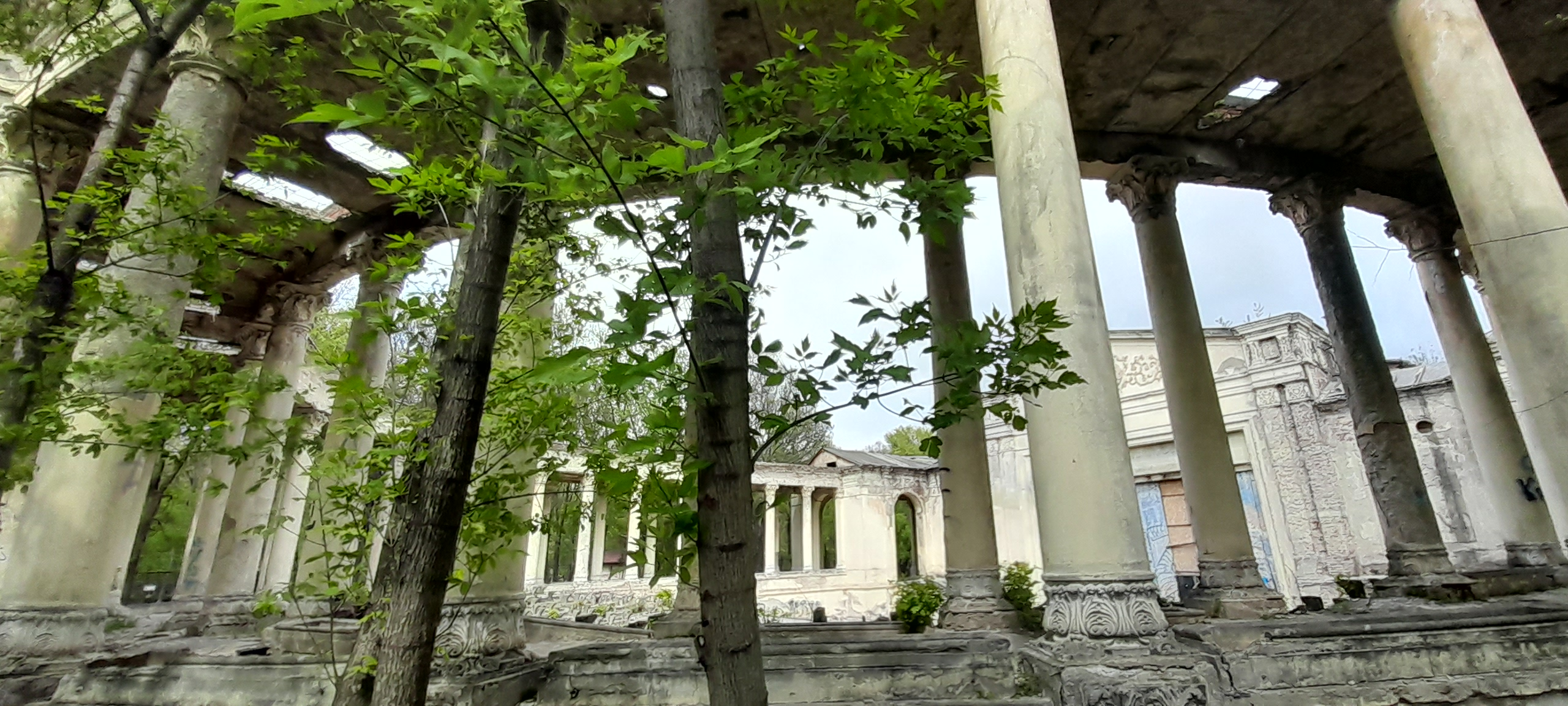
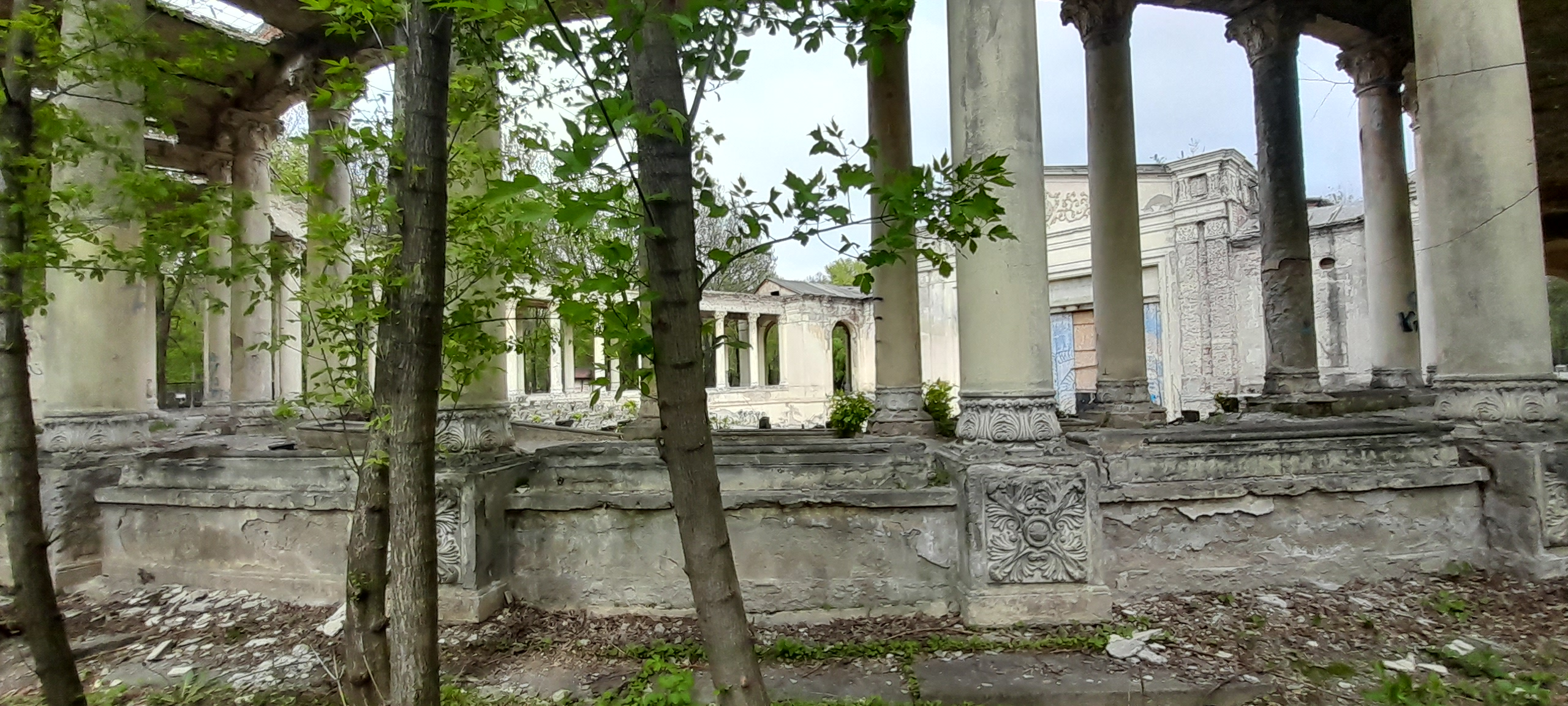
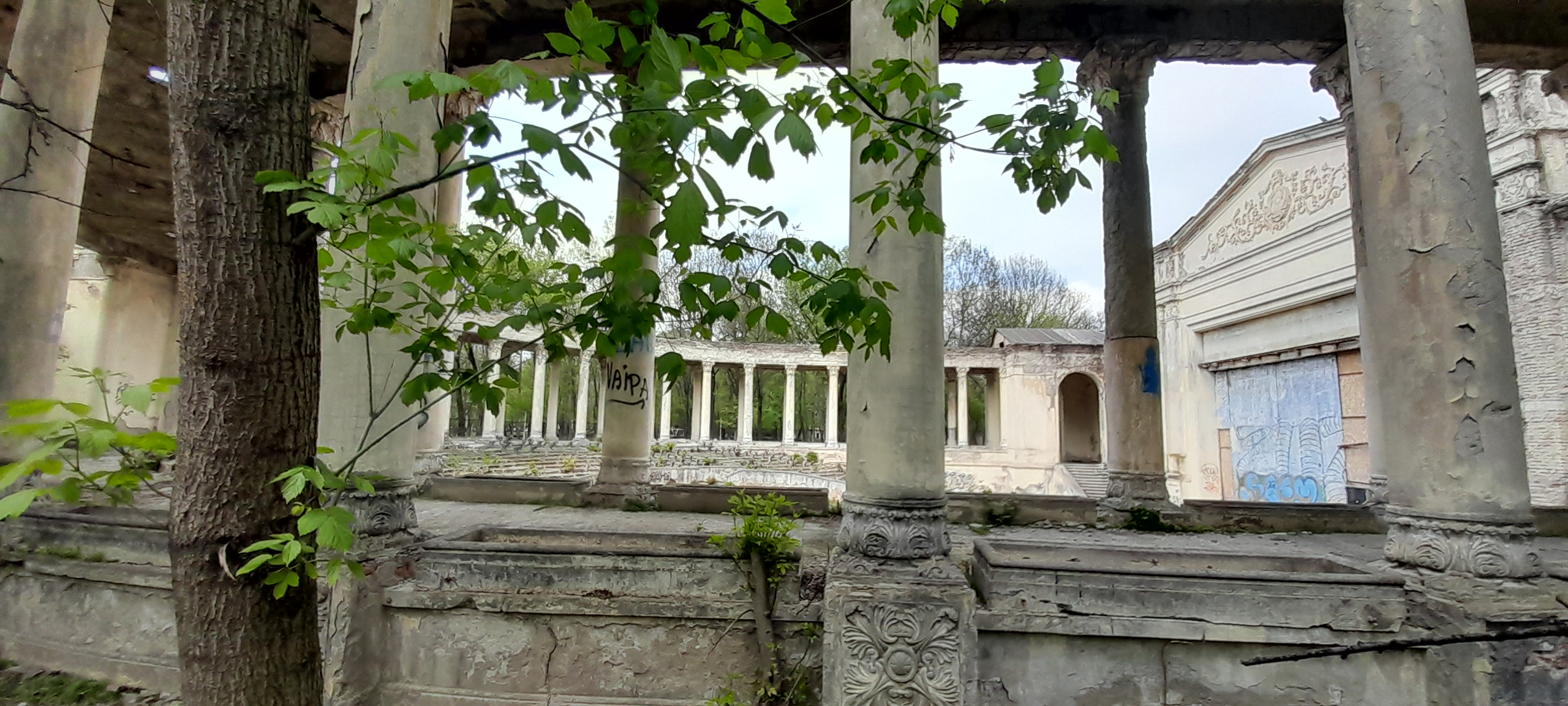
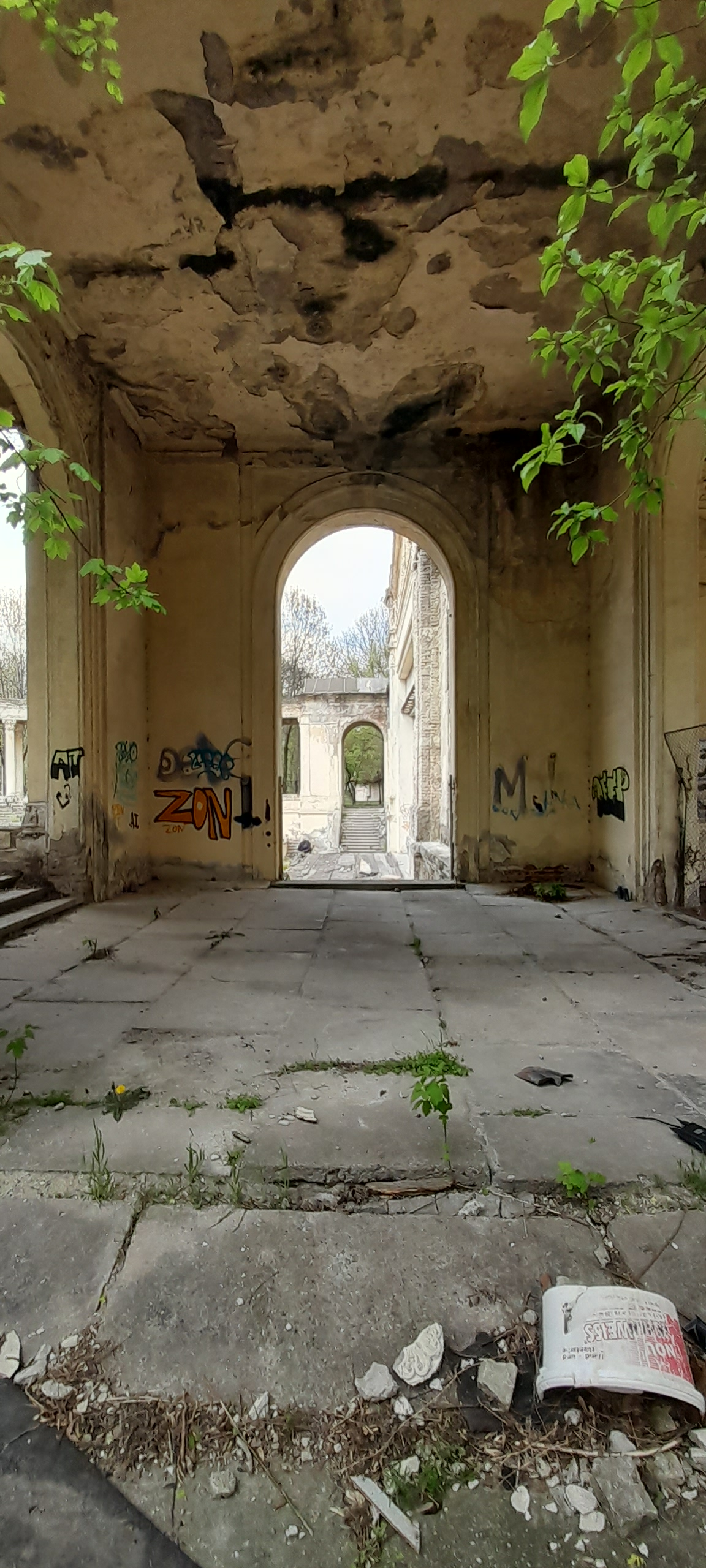
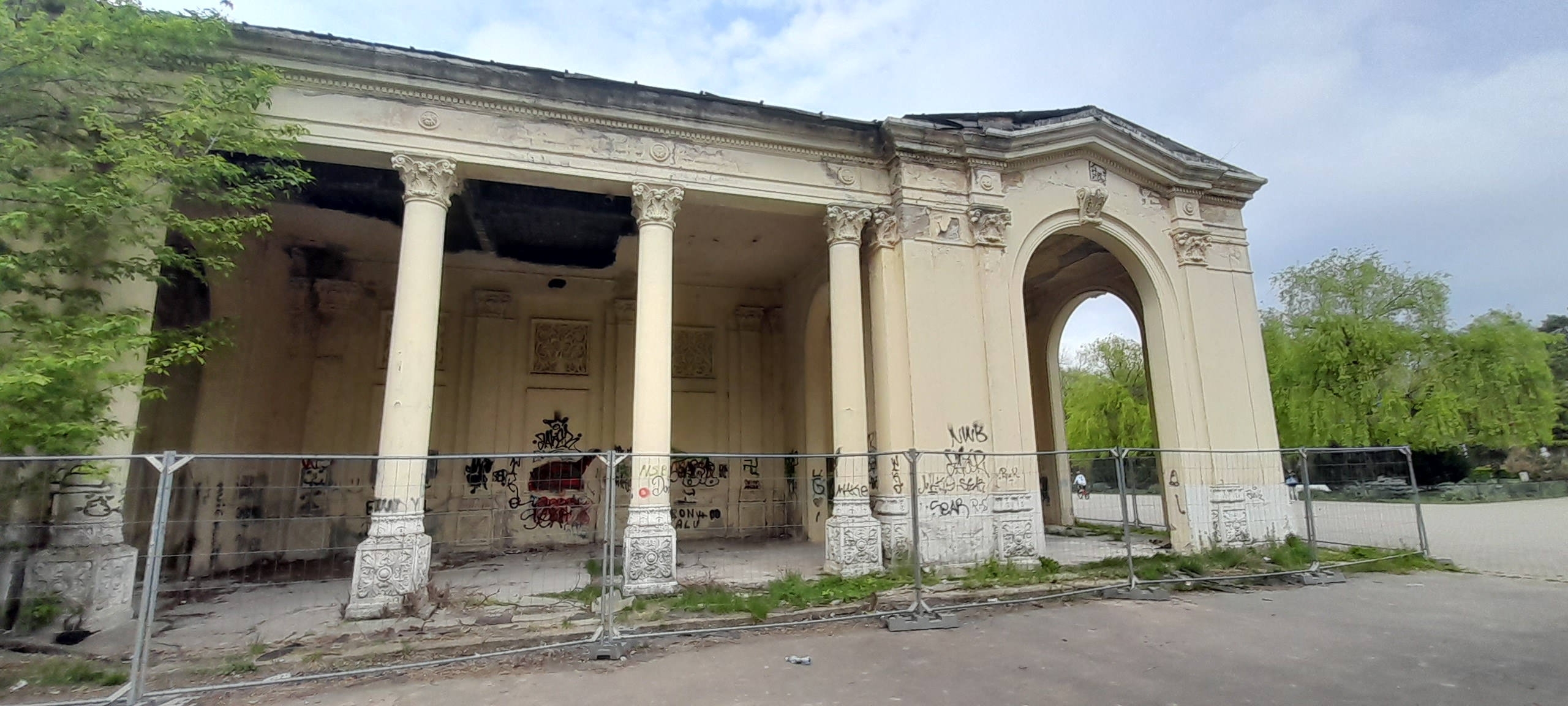
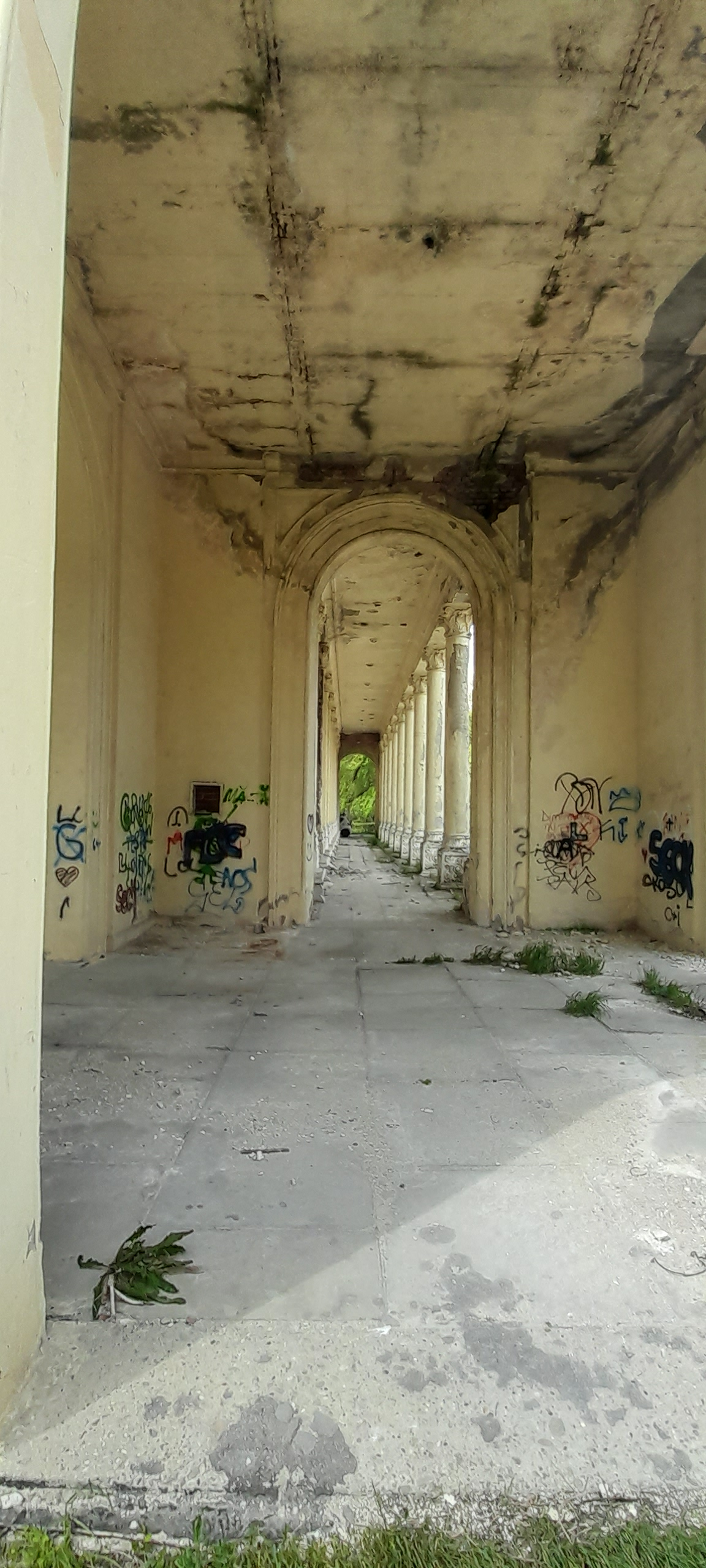
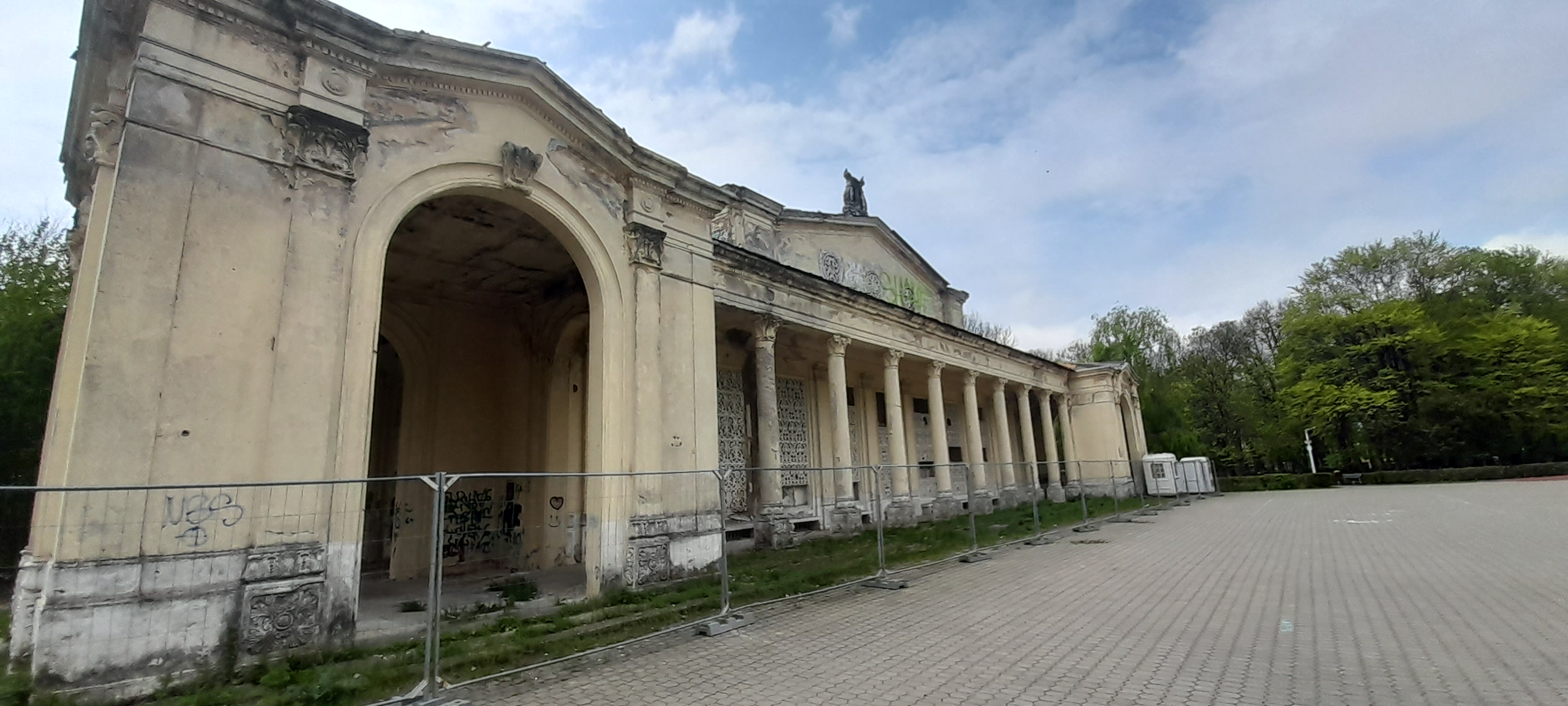
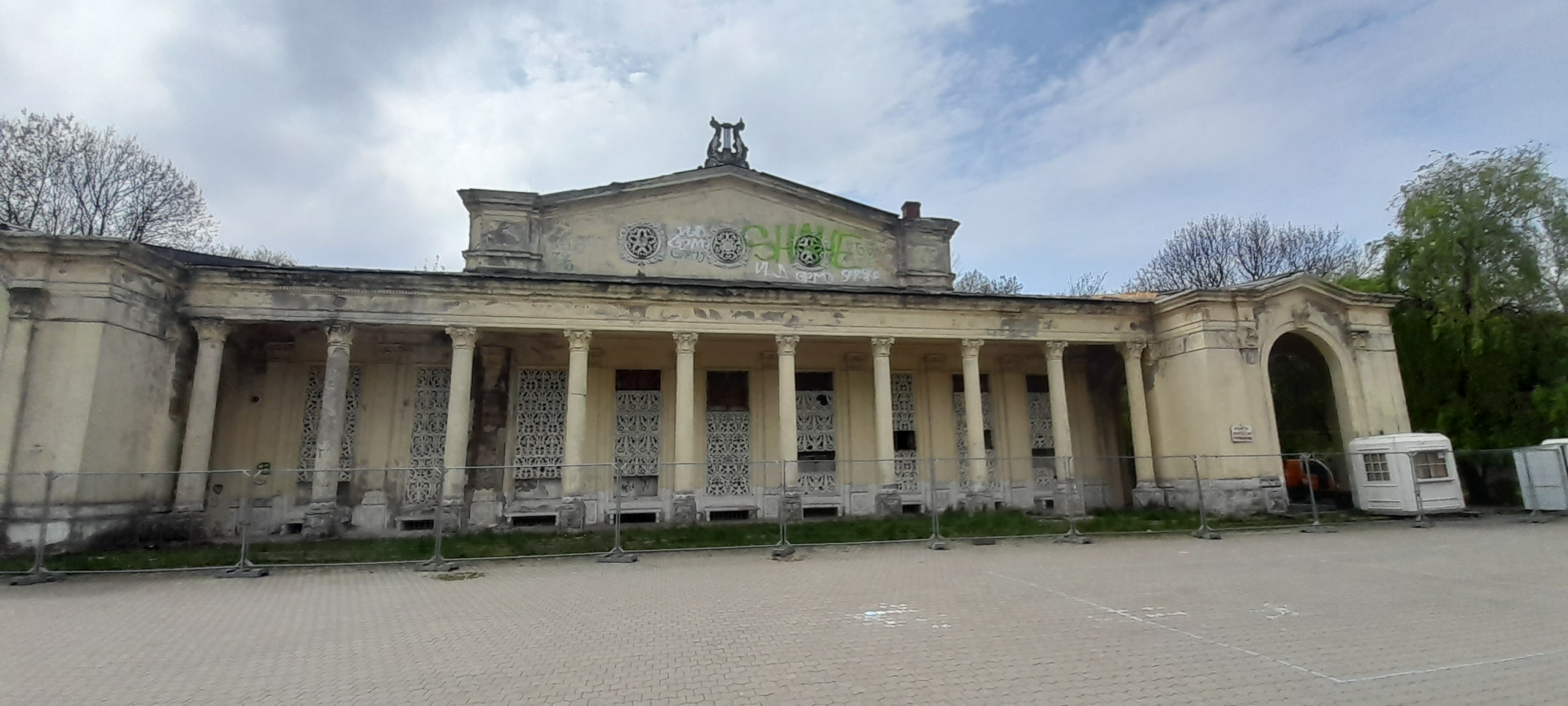
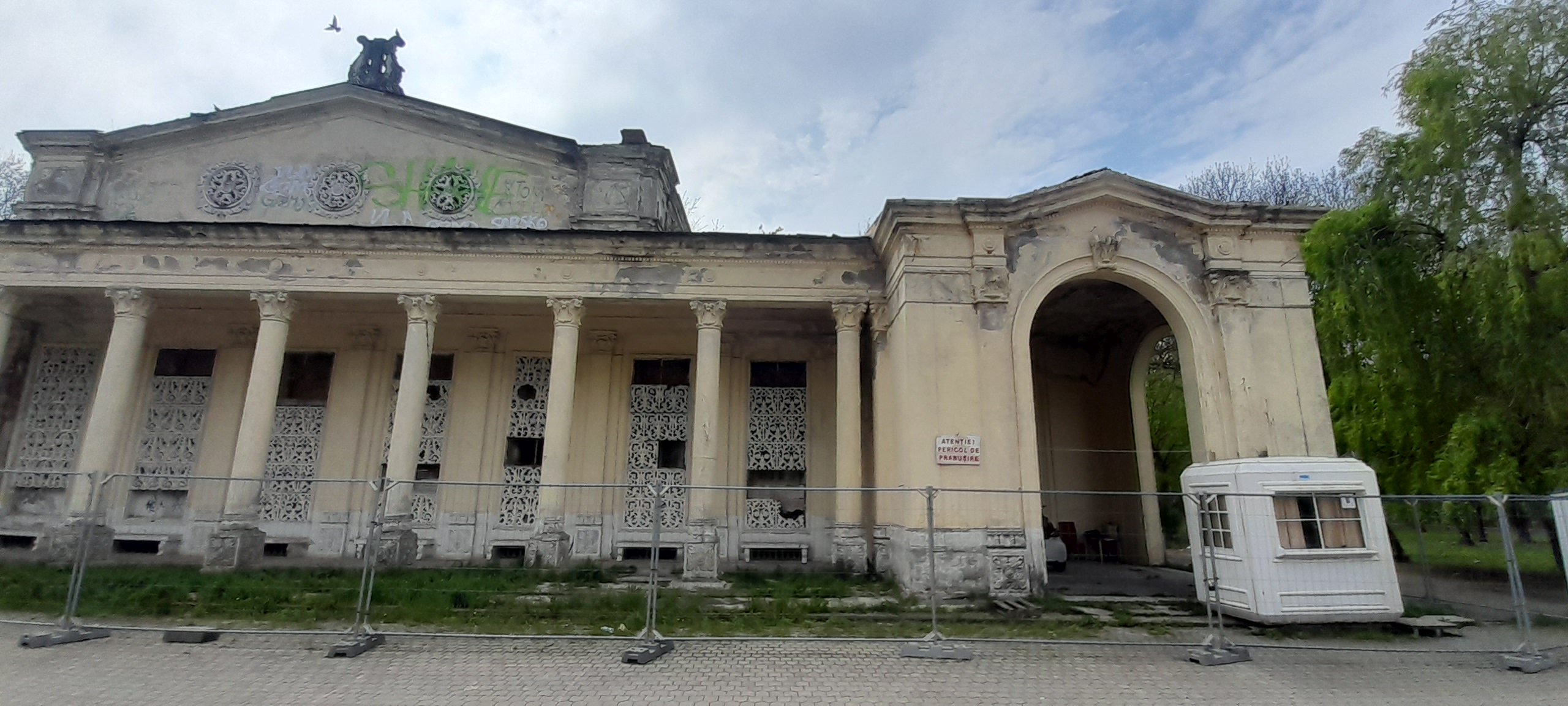
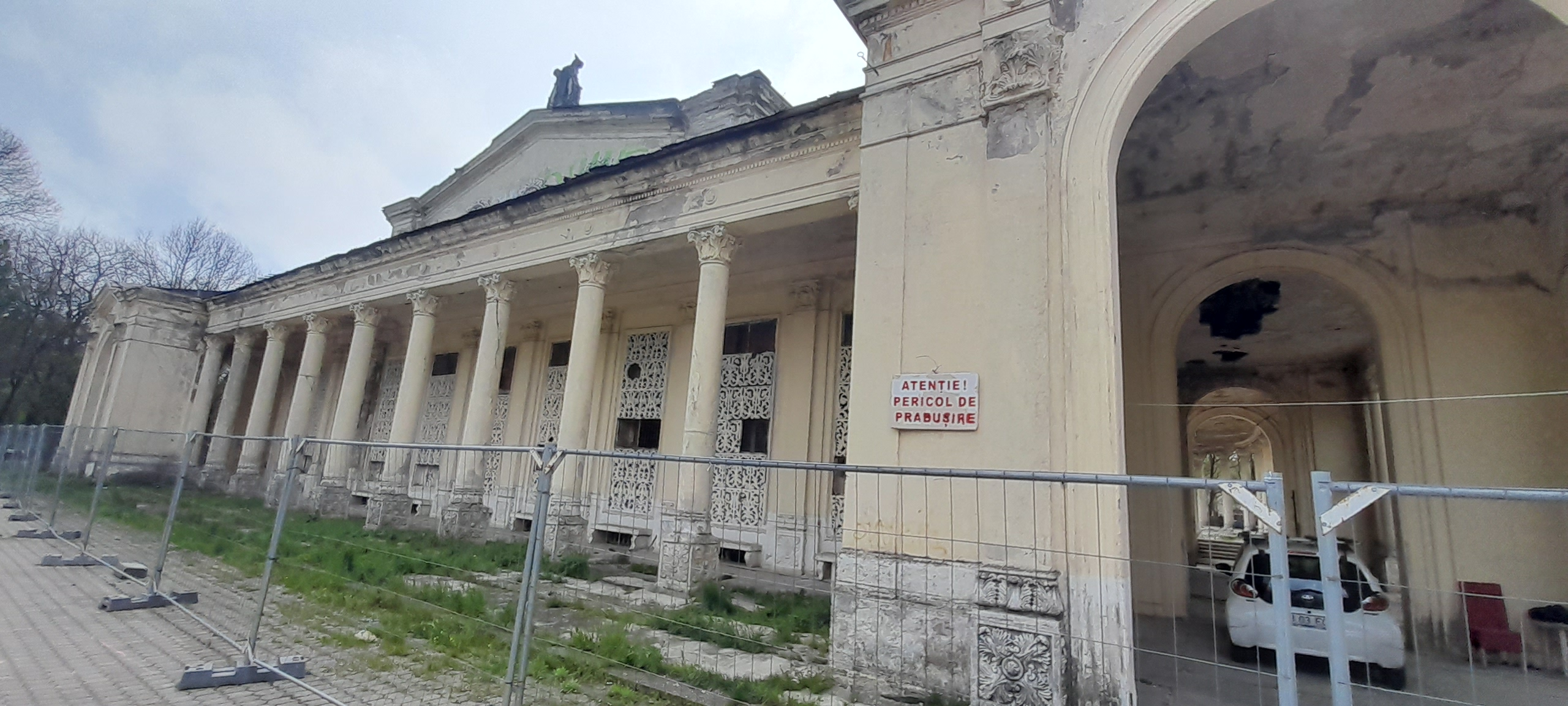